# Якушев, Владимир Владимирович
Влади́мир Влади́мирович Я́кушев (род. 14 июня 1968, Нефтекамск, Башкортостан) — российский государственный, партийный и политический деятель, юрист. Первый заместитель председателя Совета Федерации Федерального собрания Российской Федерации с 25 сентября 2024 года. В ноябре 2024 года вошёл в Комитет Совета Федерации по федеративному устройству, региональной политике, местному самоуправлению и делам Севера.
Секретарь Генерального совета партии «Единая Россия» с 14 декабря 2024 года (врио 15 июня — 14 декабря 2024).
Член Государственного совета Российской Федерации с 21 декабря 2020 года. Полномочный представитель Президента Российской Федерации в Уральском федеральном округе (9 ноября 2020 — 24 сентября 2024).
Министр строительства и жилищно-коммунального хозяйства Российской Федерации (18 мая 2018 — 9 ноября 2020, и. о. 15—21 января 2020). Губернатор Тюменской области (24 ноября 2005 — 18 мая 2018, врио 17 мая — 25 сентября 2014). Член Бюро Высшего совета партии «Единая Россия».
Из-за вторжения России на Украину находится под персональными санкциями Великобритании, США, Канады и других стран.

## Биография
Родился в Нефтекамске. Отец Владимир Данилович — водитель-дальнобойщик, работал в конторе автомобильного и водного транспорта (КАВТ) «Сибтрубопроводстроя». В возрасте 7 лет будущий губернатор переехал вместе с семьёй к отцу в Надым, где окончил школу. В 1985 году поступил в псковский филиал Ленинградского политехнического института (ныне в составе Псковского государственного университета), где обучался в течение года. В 1986—1988 годах служил в рядах Советской Армии. В 1993 году окончил Тюменский государственный университет по специальности «правоведение».

### Банковская карьера
С 27 июня 1993 года начал трудовую деятельность как юрисконсульт Ямало-Ненецкого филиала Западно-Сибирского коммерческого банка.
- С 25 июля 1994 года — исполняющий обязанности директора Ямало-Ненецкого филиала Западно-Сибирского коммерческого банка.
- С 24 января 1995 года — директор Ямало-Ненецкого филиала Западно-Сибирского коммерческого банка.
- С 19 мая 1997 года — вице-президент банка — директор Салехардского филиала ОАО Запсибкомбанка. Закончил Тюменский государственный университет, квалификация — экономист.
- 29 апреля 1998 года назначен президентом ОАО «Запсибкомбанк». В 1999 году заработал свой первый миллион долларов.[источник?]

### В органах власти
13 июня 2001 года назначен вице-губернатором Тюменской области (губернатор — Сергей Собянин).
- март 2005 — назначен первым заместителем главы города Тюмени (глава города — Степан Киричук), с 21 марта исполнял обязанности главы города Тюмени.

24 ноября 2005 года утверждён в должности губернатора Тюменской области.
С 30 марта по 29 сентября 2006, с 27 мая по 1 декабря 2008 и с 9 апреля по 25 октября 2014 — член президиума Государственного совета Российской Федерации.
2 октября 2010 года кандидатура Владимира Якушева была внесена Президентом Российской Федерации в Тюменскую областную Думу для наделения его полномочиями губернатора Тюменской области. 12 октября был единогласно утверждён губернатором на следующие 5 лет.
13 мая 2014 года подал в отставку чтобы принять участие в сентябрьских выборах губернатора. Президент Владимир Путин назначил его временно исполняющим обязанности губернатора.
14 сентября 2014 года победил в первом туре губернаторских выборов, набрав 87,3 % голосов избирателей. Официально вступил в должность губернатора 25 сентября 2014 года. В рейтинге эффективности губернаторов, опубликованном в октябре 2015 года Фондом развития гражданского общества, занимает четвёртое место.
18 мая 2018 года освобождён от должности губернатора Тюменской области по собственному желанию и назначен министром строительства и жилищно-коммунального хозяйства Российской Федерации.
9 ноября 2020 года освобождён от занимаемой должности министра строительства и жилищно-коммунального хозяйства Российской Федерации и назначен полномочным представителем Президента Российской Федерации в Уральском федеральном округе.
1 мая 2020 года у Владимира Якушева выявили COVID-19. Диагноз был подтверждён результатом компьютерной томографии. Лечение проходило в одной из городских больниц. Временно исполняющим обязанности министра назначен Никита Стасишин. 25 мая 2020 года, успешно вылечившись от COVID-19, Владимир Якушев приступил к исполнению своих обязанностей.
15 июня 2024 года председатель партии «Единая Россия» Дмитрий Медведев назначил Владимира Якушева врио секретаря генерального совета «Единой России». 14 декабря 2024 года Якушев был избран секретарём генсовета партии «Единая Россия».
24 сентября 2024 года освобождён от должности полномочного представителя Президента Российской Федерации в Уральском федеральном округе. Ранее ТАСС сообщил, что Якушев может стать сенатором от Тюменской области.
25 сентября 2024 года наделён полномочиями члена Совета Федерации РФ от исполнительной власти Тюменской области. В тот же день единогласно избран первым заместителем председателя Совета Федерации Федерального собрания Российской Федерации.

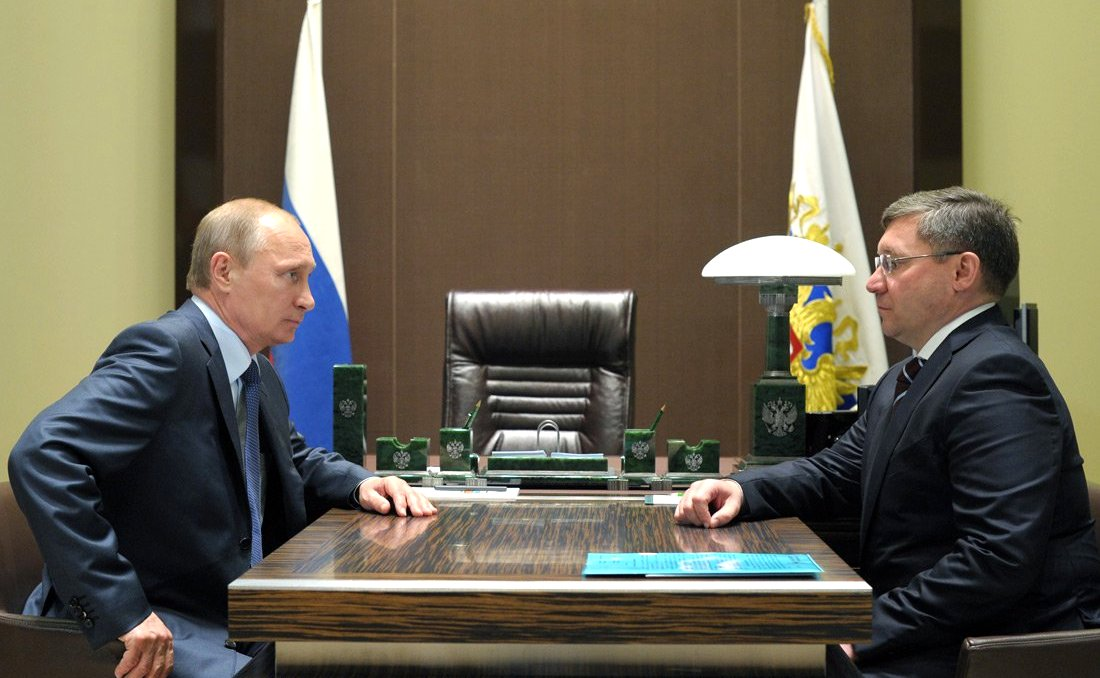
С Президентом России Владимиром Путиным. Сочи, 2014 год
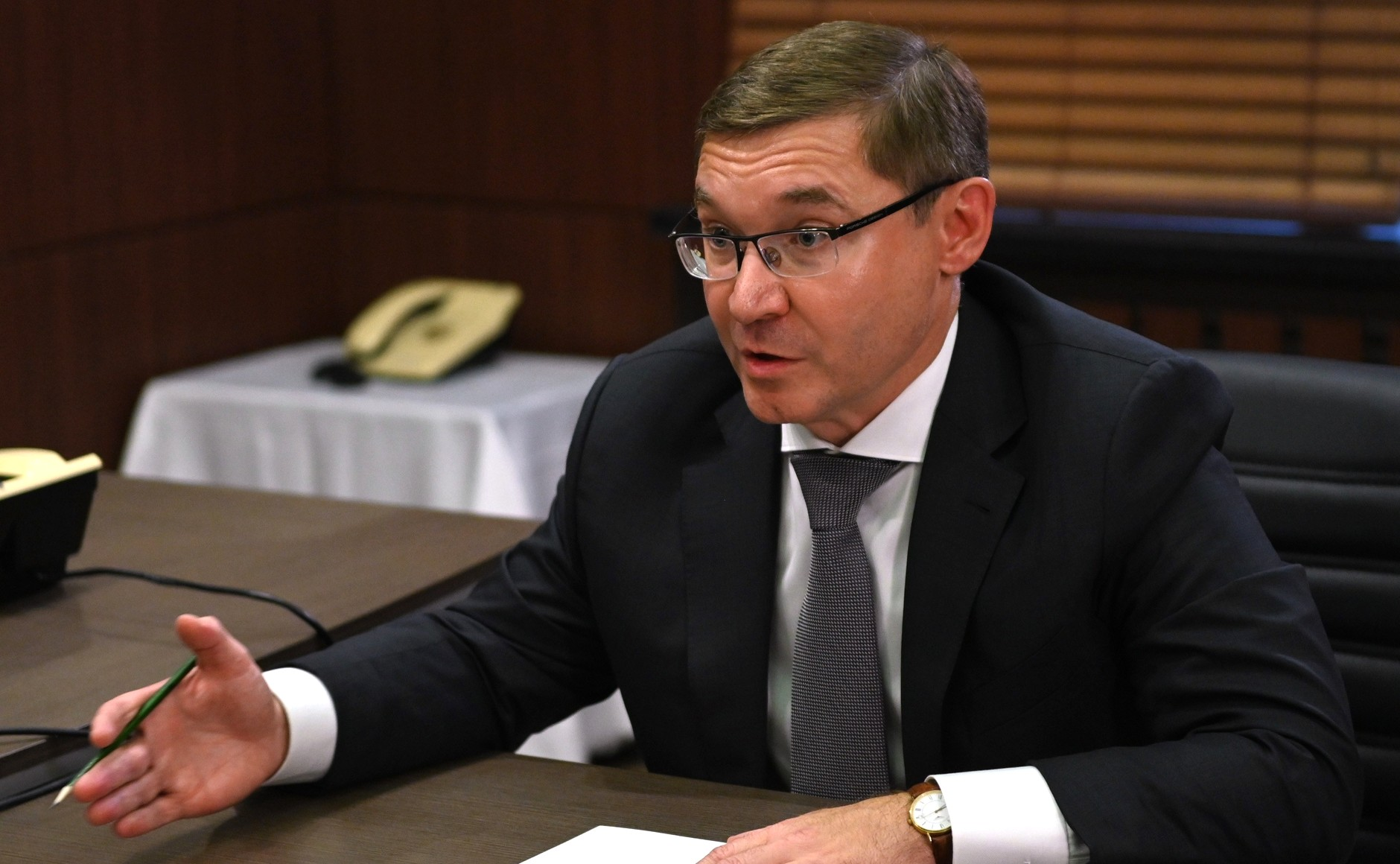
Полномочный представитель Президента в Уральском федеральном округе Владимир Якушев, 2021 год

## Отношения со спортом
Известно увлечение В. В. Якушева игрой в хоккей, однако в возрасте 13 лет будущий губернатор принимал участие в областных соревнованиях по баскетболу в Тобольске. С 2009 года является членом правления Союза биатлонистов России.

## Санкции
28 февраля 2022 года, на фоне вторжения России на Украину, внесён в список санкций Канады в числе лиц «которые несут наибольшую ответственность за неспровоцированное и неоправданное вторжение России в Украину».
6 апреля 2022 года включён в санкционный список Соединённых Штатов Америки «против России за её злодеяния в Украине».
Указом президента Украины Владимира Зеленского от 7 сентября 2022 года находится под санкциями Украины так как он несёт ответственность за «военное вторжение Российской Федерации на территорию Украины, совершение массовых военных преступлений Российской Федерацией на территории Украины».
По аналогичным основаниям, с 25 февраля 2022 года находится под санкциями Австралии. С 9 мая 2022 года находится под санкциями Великобритании. С 3 мая 2022 года находится под санкциями Новой Зеландии.

## Награды
- Орден Почёта (3 декабря 2008) — за большой вклад в социально-экономическое развитие области и многолетнюю добросовестную работу[38]
- Медаль Николая Озерова (30 октября 2013 года) — за большой личный вклад в развитие физической культуры и спорта в Российской Федерации, пропаганду здорового образа жизни и в связи с 90-летием со дня образования федерального (государственного) и территориальных органов исполнительной власти в сфере физической культуры и спорта[39]
- Почётная медаль «За заслуги в деле защиты детей России» (11 июля 2014 года) — за личный вклад в дело защиты детей[40]
- Благодарность Президента Российской Федерации (21 октября 2009) — за большой вклад в реконструкцию памятников исторического и культурного наследия, создание объектов федерального значения в городе Санкт-Петербурге[41].
- наградное холодное оружие — офицерский кортик[42]
- Звание «Почётный гражданин Тюменской области», 21 июня 2018[43]

## Семья
Жена — Лариса Юрьевна Якушева. Родилась 1 января 1963 года. Поженились во время учёбы в ТюмГУ. Имеет высшее образование по специальности «правоведение». В 1998—2001 годах акционер московского «Руна-банка». С 2005 года она возглавляет федерацию фигурного катания Тюменской области. У Владимира Владимировича и Ларисы Юрьевны двое детей — сын Павел (родился в 1991 году) и дочь Наталья (родилась в 2001 году).